# The Still Alarm (film 1911)
The Still Alarm è un cortometraggio muto del 1911 diretto da Francis Boggs.
Il soggetto è il primo adattamento cinematografico del melodramma omonimo di Joseph Arthur che aveva debuttato a New York nel 1887 con grande successo. Selig ne produsse il remake nel 1918, The Still Alarm, diretto da Colin Campbell. Nel 1926 uscì, sempre con il titolo The Still Alarm (film ribattezzato in Italia come L'allarme del fuoco), l'ultima versione che fu diretta da Edward Laemmle.

## Produzione
Il film fu prodotto da Francis Boggs per la Selig Polyscope Company.

## Distribuzione
Distribuito dalla General Film Company, il film - un cortometraggio di una bobina - uscì nelle sale cinematografiche statunitensi il 18 maggio 1911.

### Conservazione
Copia della pellicola viene conservata negli archivi del Museum of Modern Art. Il copyright è di pubblico dominio.